# Карабас Барабас
Карабас Барабас е приказен герой на Алексей Толстой от произведението му „Златното ключе или приключенията на Буратино“ — авторова адаптация на „Приключенията на Пинокио“ на Карло Колоди.
Карабас Барабас е „доктор на куклените науки“ и собственик на кукления театър, в който играят приятелите на Буратино – Пиеро и Малвина. Той е страшен на вид, с дълга гъста брада, която се влачи по земята. Алчен, груб и жесток, Карабас Барабас всява ужас у куклите в своя театър със своя камшик със седем опашки, измъчва ги и ги принуждава да гладуват. Готов на всичко, за да притежава тайнственото златно ключе, той преследва безмилостно Буратино, но без успех. Накрая е изоставен от своите кукли, които отиват в новооткрития от Буратино куклен театър, където ги очаква по-добър живот.